# Peter Bjorn and John
Peter Björn and John é uma banda de indie rock sueca, formada em Estocolmo em 1999. Os membros atuais são Peter Morén (vocais, guitarra, gaita de boca), Björn Yttling (vocais, baixo, teclados) e John Eriksson (bateria, percussão e vocais).
São mais conhecidos por seu single de 2006, "Young Folks", que contou com a participação de Victoria Bergsman (do grupo The Concretes), e foi um sucesso nas paradas inglesas. Também foi nomeada a segunda melhor faixa de 2006 pela revista britânica NME, abaixo apenas de Over and Over, do Hot Chip.

## História
Peter e Björn começaram a tocar música juntos quando se conheceram durante a escola. Tinham mesmo gosto por bandas como The Stone Roses e Ride. Sua primeira banda terminou quando mudaram-se para Estocolmo, onde conheceram John, em 1999, para formar o Peter Bjorn and John. Seu primeiro show foi mal-sucedido. As expectativas do grupo não eram grandes desde o início, já que "só queriam fazer boa música para [sua] própria diversão". Originalmente havia vírgulas no nome, mas foram dispensadas porque não ficavam bem na fonte da capa de seu primeiro disco. Lars Skoglund, da banda Laakso, tem ocupado a bateria da banda e tocado bongos em alguns shows. A canção Young Folks ganhou o prêmio Grammis (uma versão sueca do Grammy) de melhor videoclipe em 2007.

## Discografia

### Álbuns
- Peter Bjorn and John (2002)
- Falling Out (2005)
- Writer's Block (2006)
- Seaside Rock (2008)
- Living Thing (2009)
- Gimme Some (2011)
- Breakin' Point (2016)
- Endless Dream (2020)

### Singles
- Young Folks (2006)
- Let's Call It Off (2006)
- Objects of My Affection (2007)
- "Second chance" (2011)